# Adrian Petre
Adrian Tabarcea Petre (født 11. februar 1998) er en rumænsk fodboldspiller, der spiller for Concordia Chiajna som angriber.